# Collegelaan (premetrostation)
Collegelaan of eerder College (werktitel) is een spookstation van de Antwerpse premetro. Het ligt aan de Reuzenpijp onder de Stenenbrug in Borgerhout, ter hoogte van de kruising van de Stenenbrug met de Collegelaan. Het station ligt met een diepte van 20 meter vrij diep, omdat de tramtunnel onder het niveau van de verdiepte Antwerpse Ring R1 door moet.

## Huidige situatie
Het station is momenteel niet in gebruik als halte, maar is wel ingericht als nooduitgang. Het station heeft 1 bovengrondse ingang. De perrons van dit station zijn 36 meter lang, wat veel korter is dan de standaard 60 à 90 meter van de andere Antwerpse premetrostations.

## Geschiedenis
In 1977 wilde de MIVA hier oorspronkelijk geen station aanleggen en werden de leerlingen van onder andere het Xaveriuscollege verwezen naar het station Morckhoven. Protesten vanuit het college, de nodige netwerking hierbij (zie ook de netwerking van de VU-burgemeester Dirk Stappaerts met zijn partijgenoot Hugo Schiltz en de CVP-er Leo Tindemans) en het succes van de halte Joe English leidden ertoe dat de bouw van station Morckhoven in 1979 werd opgeschort en aan het station College werd begonnen. Hierbij werden de reeds aangelegde tunnelbuizen doorbroken. Het station was bedoeld voor tramlijn 24, die er nu boven rijdt. 
Reeds twee jaar na het begin van de werken, in 1981, zijn de werken echter ook hier uit geldgebrek stilgelegd. Het duurde tot 2015 eer station College(laan) effectief een tram zag passeren, maar de nieuwe tramlijn 8 is in gebruik genomen als sneltram die niet stopt in dit station. Van 18 april 2017 tot eind september 2017 passeerde hier ook de omgelegde tramlijn 10, echter eveneens zonder te stoppen.
Buurtbewoners en actiegroepen vroegen regelmatig om de opening van stations Carnot, Drink en Collegelaan. In het stedelijk bestuursakkoord van 2018 werd expliciet gevraagd dit station in gebruik te nemen. Hierbij werd de naam "College" gebruikt.
Een probleem voor het openen van dit station is dat de structurele perronlengte van 36 meter aanzienlijk korter is dan de 60 à 90 meter van de andere Antwerpse premetrostations. Dit zou betekenen dat de gewenste inzet van langere trams (tot wel 60m) hierdoor in het gedrang komt. De perrons uitbreiden daarentegen is gezien hun diepe ligging onder de Antwerpse Ring R1 ook niet eenvoudig, want daarvoor zouden de perrons 24 meter naar het westen verlengd moeten worden via cut and cover op de R1. Een vergelijkende kostprijsberekening inzake de bovengenoemde westwaartse verlenging van de premetroperrons versus de afbouw van het onvoltooide station Morckhoven (waar vooral de benodigde voetgangerstoegangen en -trappen nog ontbreken), hebben er toe geleid dat uiteindelijk de keuze gemaakt is om in plaats daarvan het nabijgelegen station Morckhoven in gebruik te nemen. Gezien de nabije ligging van beide stations, de meer centrale ligging van Morckhoven in het woonweefsel en de te korte perronlengtes van station Collegelaan is het onwaarschijnlijk dat dit station ooit nog open zal gaan.
In juli 2022 gaf de Vlaamse regering toelating voor de aanbesteding voor afwerking tegen 2026 van de ongebruikte premetrotunnel onder de Kerkstraat-Pothoekstraat, inclusief de twee ongebruikte stations Sint-Willibrordus en Stuivenberg. Gelijktijdig worden ook twee ongebruikte stations in de reeds operationele Reuzenpijp afgewerkt: Drink en Morckhoven. Station Collegelaan hoort hier dus niet bij. Dit project is als onderdeel van het Routeplan 2030 reeds begroot, waarbij de vernoemde stations tegen 2026 afgewerkt zullen worden.